# Chodsigoa salenskii
Chodsigoa salenskii är en däggdjursart som först beskrevs av Nikolai Feofanovich Kastschenko 1907.  Chodsigoa salenskii ingår i släktet Chodsigoa och familjen näbbmöss. IUCN kategoriserar arten globalt som otillräckligt studerad. Inga underarter finns listade i Catalogue of Life.
Det upphittade exemplaret (holotyp) hade en kroppslängd (huvud och bål) av 78 mm, en svanslängd av 110 mm och 25 mm långa bakfötter. Annars har arten samma utseende som Chodsigoa smithii.
Den enda bekräftade förekomsten för arten är norra Sichuan i Kina. Enligt en omstridd studie från 2008 lever arten även i centrala Sichuan (Wolongs naturreservat) och i Guizhou. Inget är känt om habitat och levnadssätt.